# Kostel svatého Petra a Pavla (Budětice)
Kostel svatého Petra a Pavla v Buděticích je římskokatolický farní kostel budětické farnosti. Nachází se v údolí jižně od kopce, na němž stával budětický hrad.

## Stavební fáze

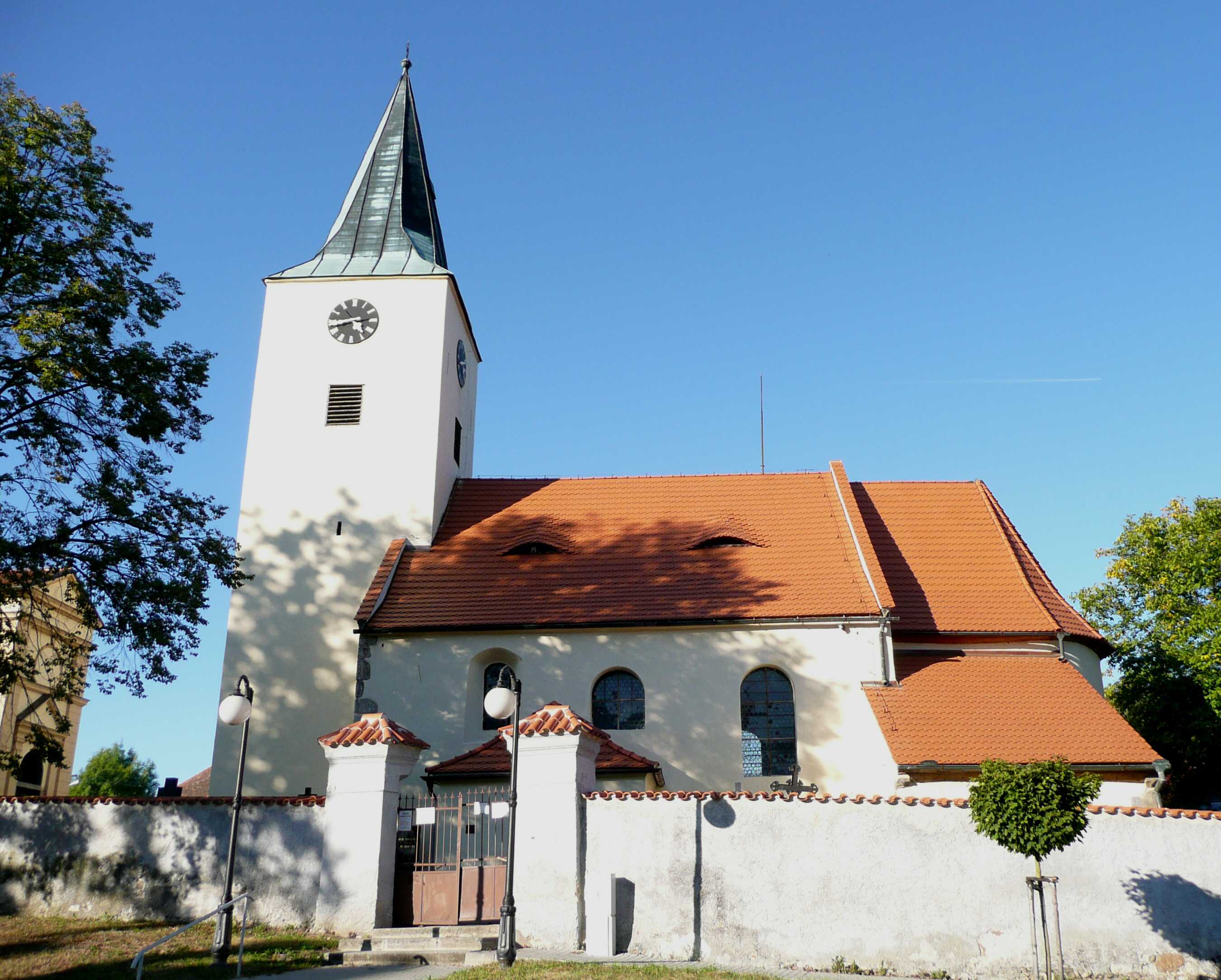
Pohled na kostel od jihu

Kostel svatého Petra a Pavla v Buděticích byl pravděpodobně vystavěn ve čtyřicátých letech 13. století. Nedlouho poté byla přistavěna věž. K drobnějším úpravám došlo pak kolem přelomu 15. a 16. století. Z ještě pozdější doby je jižní předsíň před hlavním portálem a také barokně rozšířená okna a kruchta uvnitř kostela.

## Stavební podoba
Budětický kostel svatého Petra a Pavla je dokladem slohových změn v českých zemích v průběhu 13. století. Románský štaufský sloh přicházející přes Bavorsko se zde setkal s nastupujícím raně gotickým slohem šířeným z cisterciáckého kláštera v Nepomuku. Z románského slohu vychází krátké kněžiště s půlkruhovým závěrem a podvojná okna věže. Na zvolna se prosazující gotický sloh odkazuje hlavní portál na jižní straně lodi s lomeným obloukem a oblým prutem v ostění. Je také zjevné, že ještě nebylo použito žebrových křížových kleneb. Loď má plochý strop a kněžiště, podvěží i sakristie jsou zaklenuty valenou klenbou.